# ビー・プレストリー
ビー・プレストリー（Bea Priestley、1996年3月22日 - ）は、イギリス生まれのニュージーランド人の女性プロレスラー。
本名はベアトリス・セント・クレア・プレストリー（Beatrice St Clare Priestley）。イングランド・ヨーク出身。

## 来歴
2012年にデビューし、イギリスのProgress WrestlingやWhat Culture Pro Wrestling （WCPW）などで活動。
2017年10月にスターダムに参戦のため初来日。ケリー・クレインとのタッグで第7回GODDESSES OF STARDOMの覇者となった。
2018年4月30日、ワンデイトーナメント「STARDOM Cinderella tournament」に出場し準優勝。また同月に実施されたスターダムドラフト会議においてQueens Questに指名され、以後当ユニットで活動。
2019年5月4日、スターダム新木場1stRING大会において、花月が保持するワールド・オブ・スターダム王座に挑戦し勝利、第11代王者となった。
またスターダムの所属選手となることが発表された。
2019年より、スターダムでの活動と並行してアメリカの団体オール・エリート・レスリング（AEW）とも契約し、7月13日に行われたPPV「Fight for the Fallen」において、中島翔子とタッグ組んでブリット・ベイカー、里歩と対戦し勝利した。
2020年1月19日の後楽園大会においてゴッデス・オブ・スターダム王座を獲得。またワールド・オブ・スターダム王座敗戦後の渡辺桃に不意打ちをくらわせて裏切り、Queens Questを離脱し大江戸隊に加入。
8月13日、AEWからリリースされた。
2021年4月4日、林下詩美の持つワールド・オブ・スターダム王座に挑戦し敗れた後「これが私のラストマッチ」と、スターダムからの退団を表明した。
2021年7月1日、Blair Davenport （ブレア・ダヴェンポート）の名前で、NXT UKに到着とアナウンスした。
2022年2月4日（日本時間）配信のNXT UKにて、NXT UK女子王者・里村明衣子と「ジャパニーズ・ストリート・ファイト」で対戦したが、ブレアが左足を負傷しレフェリーストップ負け。
2023年12月20日　Instagramにて年下のNXTロースター、ライリー・オズボーン（ジョシュ・モレル）との婚約を報告した。
2025年2月、WWEからリリース。
5月9日、新日本プロレスのアメリカ大会Resurgenceにビー・プレストリーで登場。
7月、スターダムのリーグ戦「５★ＳＴＡＲ　ＧＰ」へ参加。

## 人物
- かつて、ウィル・オスプレイと交際していたことがあり、それを公言していた。ともに日本に拠点を置いて活動していた時期もあり、2020年10月よりオスプレイの試合のセコンドにもついていたが、2021年3月21日開催のNEW JAPAN CUP 2021の決勝にて追放された[6]。2020年3月にはシングルマッチで対戦した経験もある[7]。

## 得意技

### フィニッシュ・ホールド
クイーンズ・ランディング
豊田真奈美のジャパニーズ・オーシャン・サイクロン・スープレックス・ホールドと同じ技。
相手の腕を前で交差させて、後ろからその両手を掴みながら股の間に頭を入れ、肩車をしそのまま後ろに倒れてブリッジをしフォールを奪う技。
プラン・ビー
レッグロック・スープレックスと同型。
頭を背後から相手の右脇に入れたバックドロップの体勢から、自らの右腕で相手右足の膝裏を抱え、左腕は相手の左肩上から回して相手を屈伸させるように両腕をクラッチ。そのまま反り投げてフォールする。

### 打撃技
エルボー
エルボー・スタンプ
バックエルボー
チェルシー・グリン
相手の背中合わせの状態で頭部を左肩に固定し、ネックブリーカーの体勢で、クラッチを解くと同時にその場で反転し、無防備な相手の後頭部に右肘を叩き込むネックブリーカー式エルボー・バット。
カーブ・ストンプ
ニーキック
ランニング式、さまざまなバリエーションを使用する。
カミゴェ
飯伏幸太のオリジナル技。膝をついた状態の相手の両腕を自分の両手でそれぞれ掴み、ノーガード状態の相手の顔面に叩き込む膝蹴り。
ビー・トリガー
助走をつけて二段蹴りのモーションで軽く宙に舞上がり、振り上げた右膝で相手の顔面や顎に下から突き上げるような膝蹴りを叩き込む。
ニーリフト
ビッグ・ブート
スーパーキック
ラウンドハウスキック
ジャーマンスープレックス
スープレックス
スピアー
バック・クラッカー
変形バックブリーカー。
セカンドロープに相手を固定させて相手の背中に両膝を押し当ててから後ろに倒れこむことによって背中に衝撃を与える技。

### 投げ技
スナップ・スープレックス
スープレックス
スーパープレックス
ジャーマンスープレックス
スウィンギングネックブリーカー
相手の両足をトップロープに掛けて放つスウィンギングネックブリーカー。

## タイトル歴
スターダム
- ワールド・オブ・スターダム王座（第11代）
- SWA世界王座（第6代）
- ゴッデス・オブ・スターダム王座（第17代、第19代）
  - w / ジェイミー・ヘイター
  - w / 小波
- アーティスト・オブ・スターダム王者（第24代）
  - w / 刀羅ナツコ・鹿島沙希
- GODDESSES OF STARDOM - 2017年（第7回）優勝 
  - w / ケリー・クライン

WCPW
- WCPW女子王座

WOS
- WOS女子王座

スターダムアワード
- 2020年 殊勲賞